# Soues (Hautes-Pyrénées)
Soues ist eine französische Gemeinde im Département Hautes-Pyrénées in der Region Okzitanien. Sie liegt im Arrondissement Tarbes und im Kanton Aureilhan. Die Einwohner werden Souessois genannt.
Soues hat 3000 Einwohner (Stand 1. Januar 2022) auf 3,95 Quadratkilometern und liegt am Adour, etwa dreieinhalb Kilometer südöstlich von Tarbes.

## Sehenswürdigkeiten

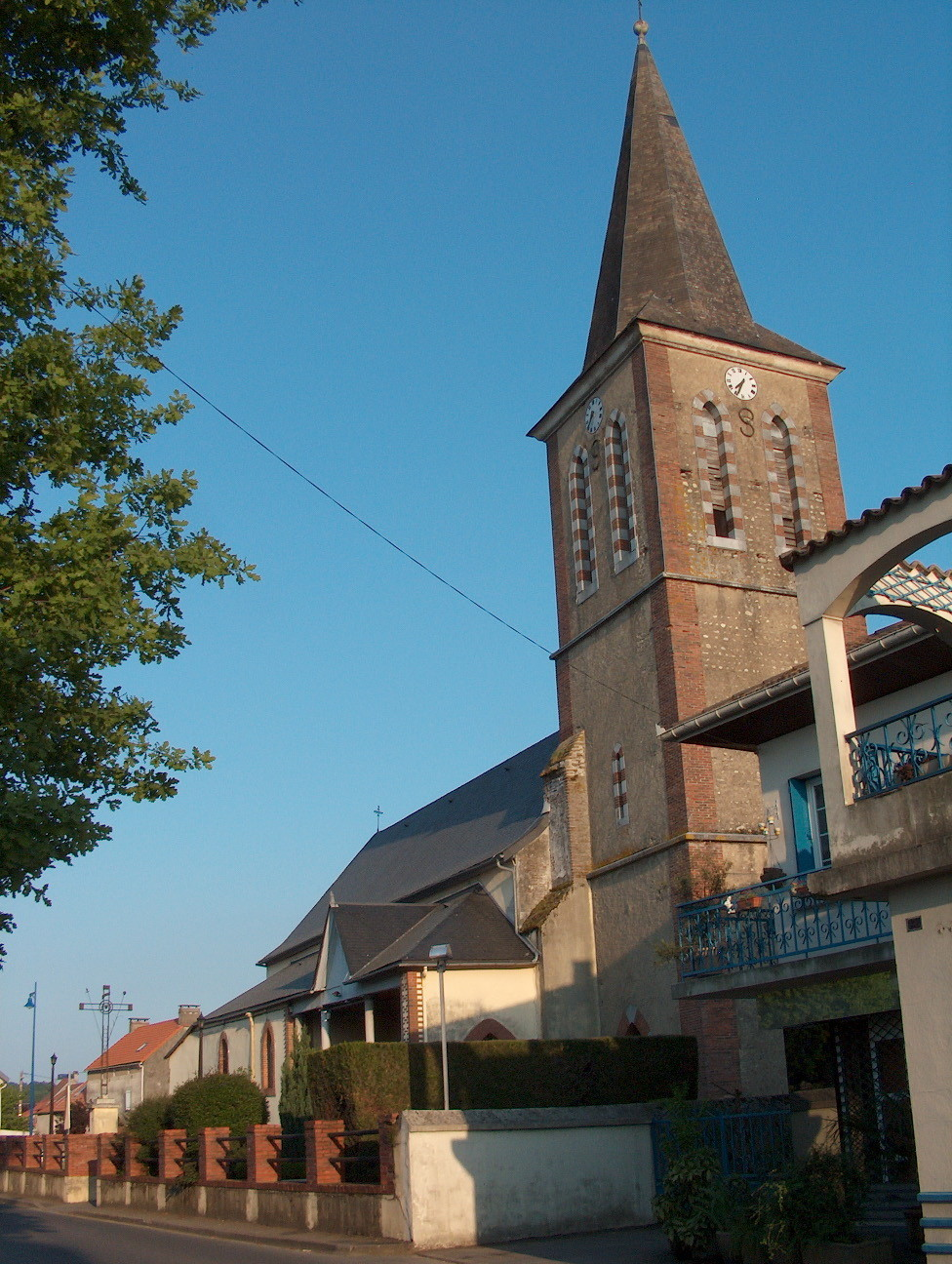
Kirche Saint-Pierre

- Kirche Saint-Pierre